# Rochussenstraat (Amsterdam)
De Rochussenstraat is een korte straat in Amsterdam, vernoemd naar de staatsman Jan Jacob Rochussen (1797-1871), achtereenvolgens Minister van Financiën, gouverneur-generaal van Nederlands Oost-Indië en Minister van Koloniën.
De Rochussenstraat bevindt zich in de Staatsliedenbuurt, erg dicht bij het gwl terrein. Zij loopt van de Kempenaerstraat met halverwege een flauwe S-bocht naar de Van Bossestraat. De eerste plannen voor de bouw van de Staatsliedenbuurt dateren van 1875-1877, toen dankzij het zogenaamde Plan Kalff de mogelijkheid ontstond om buiten de oude stadswallen te gaan bouwen. In de Tweede Wereldoorlog is het torentje in de Rochussenstraat (nu reeds teruggeplaatst) zwaar beschadigd nadat een Nieuw-Zeelandse bommenwerper crashte tijdens een mislukte missie.